# Moreruela de Tábara
Moreruela de Tábara ist ein nordwestspanischer Ort und eine Gemeinde (municipio) mit nur noch 288 Einwohnern (Stand: 2024) im Süden der Provinz Zamora in der Autonomen Gemeinschaft Kastilien-León. Neben dem Hauptort Moreruela de Tábara gehört die Ortschaft Santa Eulalia de Tábara zur Gemeinde. 

## Lage und Klima
Moreruela de Tábara liegt am westlichen Rand der Kastilischen Hochebene (Meseta Iberica) in einer Höhe von ca. 700 m. Die Provinzhauptstadt Zamora ist gut 38 Kilometer (Fahrtstrecke) in südsüdöstlicher Richtung entfernt. Im Osten begrenzt der Esla die Gemeinde. Das gemäßigte Kontinentalklima wird nur selten vom Atlantik beeinflusst; Regen (531 mm/Jahr) fällt vorwiegend im Winterhalbjahr.

## Bevölkerungsentwicklung
| Jahr      | 1970 | 1981 | 1991 | 2001 | 2011 | 2021 |
| Einwohner | 826  | 642  | 649  | 526  | 385  | 310  |

## Sehenswürdigkeiten
- archäologische Grabungsstätte der Burganlage El Castillón aus dem 5. Jahrhundert
- Michaeliskirche (Iglesia de San Miguel Arcángel)
- Thomaskirche

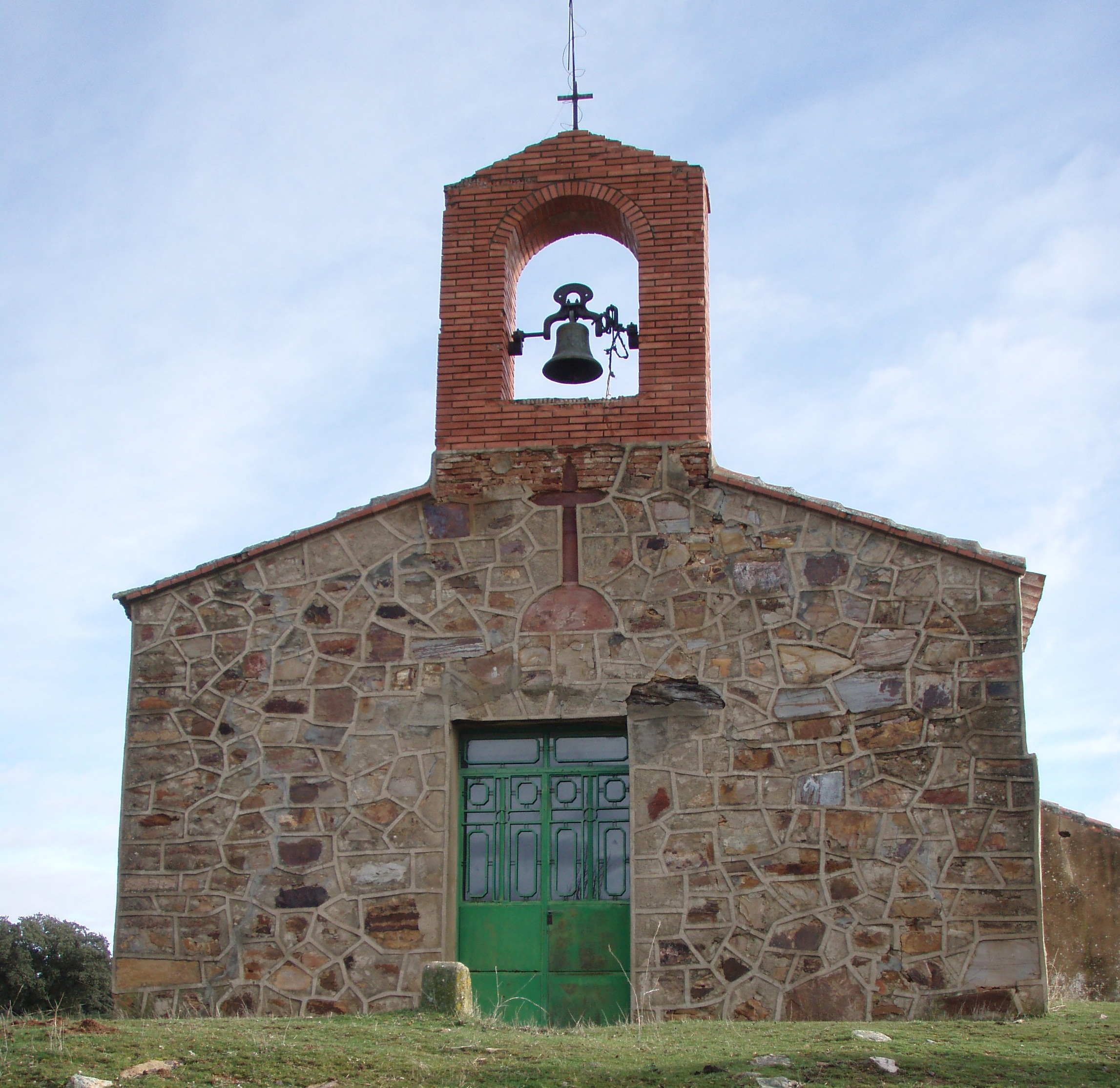
Kapelle von La Pedrera
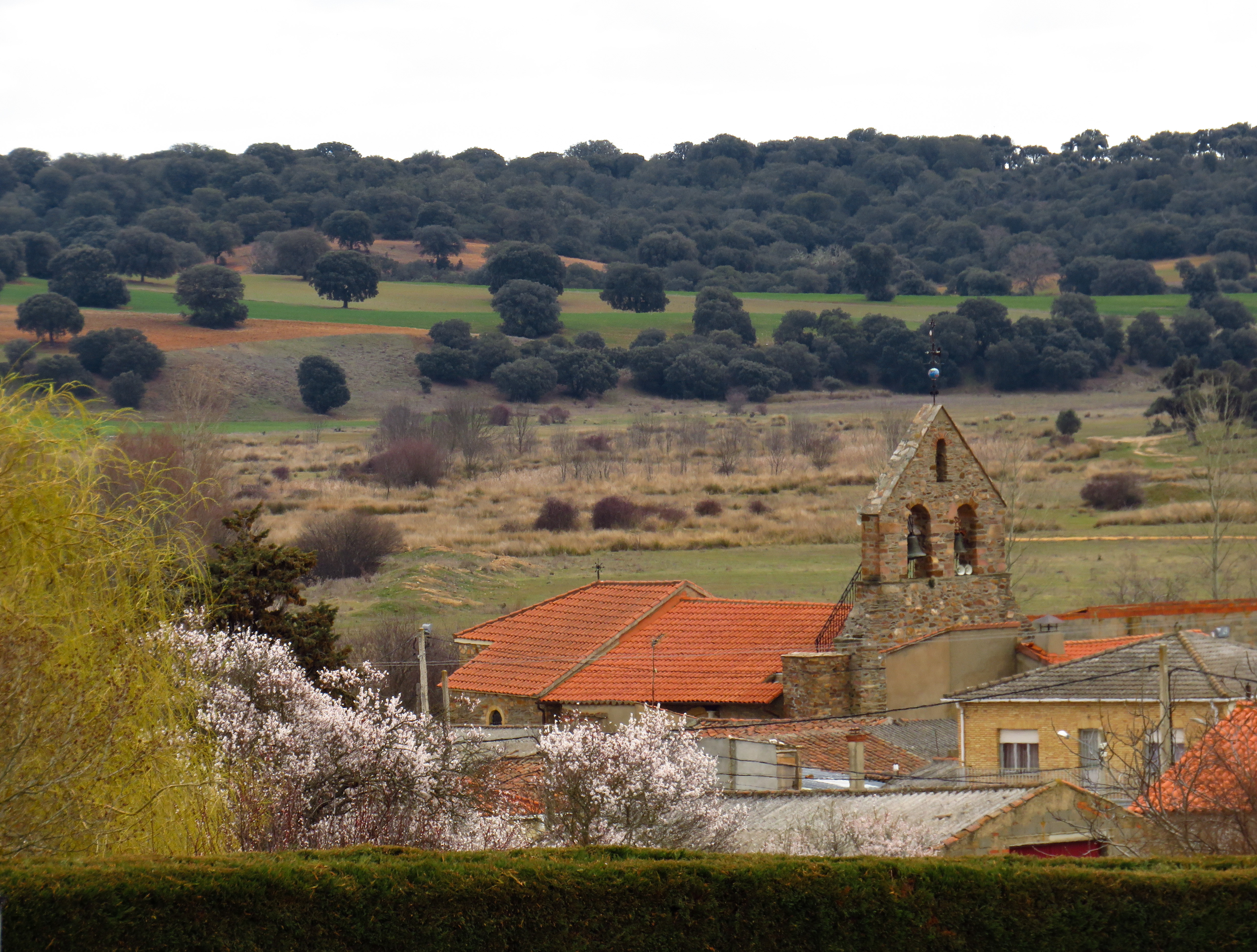
Thomaskirche

- Kapelle von La Pedrera
- Thomaskirche